# إدوارد إل. جان
إدوارد إل. جان (بالإنجليزية: Edward L. Cahn)‏ هو منتج أفلام ومونتير ومخرج أمريكي، ولد في 12 فبراير 1899 في بروكلين في الولايات المتحدة، وتوفي في 25 أغسطس 1963 في هوليوود في الولايات المتحدة.

## وصلات خارجية
- إدوارد إل. جان على موقع IMDb (الإنجليزية)
- إدوارد إل. جان على موقع ألو سيني (الفرنسية)
- إدوارد إل. جان على موقع تيرنر كلاسيك موفيز (الإنجليزية)
- إدوارد إل. جان على موقع أول موفي (الإنجليزية)
- إدوارد إل. جان على موقع قاعدة بيانات الأفلام السويدية (السويدية)
- إدوارد إل. جان على موقع إن إن دي بي (الإنجليزية)
- إدوارد إل. جان على موقع قاعدة بيانات الفيلم (الإنجليزية)
- إدوارد إل. جان على موقع كينوبويسك (الروسية)